# Typhaeus
Typhaeus — род жуков из подсемейства Geotrupinae, семейства навозники-землерои.

## Описание
Предглазные лопасти не угловатые. Щиток посередине без выемки, не сердцевидный. Переднеспинка с тремя направленными вперёд рогами, у самок с заострёнными передними углами.

## Систематика
Род включает 4 вида:
- Typhaeus fossor Waltl, 1838
- Typhaeus lateridens Guérin-Méneville, 1838
- Typhaeus typhoeoides (Fairmaire, 1852)
- Typhaeus typhoeus (Linnaeus, 1758)